# Kenneth Hale
Kenneth Locke Hale (Evanston, 15 agosto 1934 – Lexington, 8 ottobre 2001) è stato un linguista statunitense, noto come uno dei maggiori studiosi delle lingue degli indiani d'America e degli aborigeni australiani.

## Biografia
Quando aveva 6 anni la sua famiglia si trasferì dall'Illinois in un ranch dell'Arizona vicino al confine con il Messico. Dopo aver frequentato alcuni corsi dell'Università dell'Arizona, nel 1959 ottenne un PhD in lingue all'Università dell'Indiana, con una tesi sulla grammatica della lingua papago.
Nel periodo 1961-63 insegnò all'Università dell'Illinois di Urbana, e nel 1963-66 all'Università dell'Arizona di Tucson. Dal 1967 fino al suo pensionamento nel 1999 è stato professore emerito di linguistica presso il dipartimento di linguistica e filosofia del MIT di Boston.
Kenneth Hale è stato anche un poliglotta dotato di una grande capacità di apprendere molto velocemente le lingue straniere. Oltre a studiarne le caratteristiche grammaticali e fonetiche, imparò molte lingue degli indiani d'America, tra cui lo hopi e il navajo. Visse per alcuni anni in Australia, studiando e facendo la classificazione delle lingue parlate dagli aborigeni australiani. Imparò talmente bene la lingua warlpiri che dopo il ritorno negli Stati Uniti lo insegnò ai figli Ezra e Caleb, coi quali conversava spesso in tale lingua.
Tra i suoi contributi alla linguistica, la scoperta che alcune lingue sono "non-configurazionali", mancanti cioè di una differenziazione strutturale tra il soggetto e l'oggetto della frase, cosa che invece avviene sempre nell'inglese e nelle altre lingue indoeuropee.
Hale sottolineò l'importanza dello studio delle lingue minori, soprattutto di quelle in via di estinzione, allo scopo di comprendere meglio alcune particolarità del linguaggio che non sarebbe possibile capire studiando solamente le lingue maggiori. 
È stato un difensore non solo delle lingue minori, ma anche dei parlanti di tali lingue. Il suo collega all'MIT, Noam Chomsky, lo definì «La voce di chi non ha voce».
Nel 1990 fu ammesso nella National Academy of Sciences.
Kenneth Hale è stato un insegnante molto amato, capace di trasmettere il suo entusiasmo per la linguistica a chiunque lo incontrasse.